# کورین پارکی
کورین پارکِـی (انگلیسی: Corinne Parquet؛ ‏ ۴ مارس ۱۸۹۶ – ۱۶ ژانویهٔ ۱۹۷۵) بازیگر اهل ایالات متحده آمریکا بود که در ۲ فیلم صامت راسکو آرباکل نقش‌آفرینی کرد.

## زندگی‌نامهٔ مختصر
وی در سال ۱۹۱۶، در مسابقه‌ای برنده شد و کار سینمایی‌اش از همان زمان آغاز شد. او در دو فیلم استودیو کی‌استون به‌نام‌های مجلس رقص خدمتکاران و رومئوی بی‌پروا بازی کرد. مقاله‌ای در اوت ۱۹۱۶ وی را به‌عنوان «کمدین برجسته» کی‌استون معرفی کرد.

## گزیدهٔ فیلم‌شناسی
- مجلس رقص خدمتکاران (فیلم کوتاه، ۱۹۱۷) در نقش صندوق‌دار رستوران[۳][۱۱][۱۲][۸]
- رومئوی بی‌پروا (فیلم کوتاه، ۱۹۱۷) در نقش همسر[۱۳][۱۴][۹][۱۵]